# Mehdi Aidet
Mehdi Aidet, född 3 november 1953, är en algerisk friidrottare. Han deltog vid olympiska sommarspelen 1980 och olympiska sommarspelen 1984.